# Гаплогруппа X2d (мтДНК)
Гаплогруппа X2d — гаплогруппа митохондриальной ДНК человека.

## Субклады
- X2d
  - X2d1
  -  X2d2

## Палеогенетика

### Неолит
Анатолийский неолит
- I1098 | BAR99 / M10-352 __ Barcın Höyük __ Енишехир (Бурса), Мраморноморский регион, Турция __ 6419-6246 calBCE (7475±25 BP, PSUAMS-2947) __ Ж __ X2d2.[1]

Старчевская культура
- I1877 | BAM13b __ Alsónyék-Bátaszék, Mérnöki telep __ Тольна (медье), Южная Трансданубия, Венгрия __ 5704-5556 calBCE (6704±34 BP, MAMS-11933) __ M __ G2a2b2b > G-F1193 # X2d1.[2]

Линейно-ленточная керамика
- I0821 | HAL24 __ Halberstadt-Sonntagsfeld __ Хальберштадт, Гарц (район), Саксония-Анхальт, Германия __ 5201-4850 calBCE (6076±34 BP, KIA-40348) __ М __ G2a2a1 (G-PF3148) # X2d1.[2]

### Бронзовый век
Мукиш
- ALA011 | 45.44, Locus 146, AT 18960 __ Алалах __ Хатай (ил), Турция __ 1741-1624 cal BCE (3382±23 BP, MAMS-33680) __ М __ J2a1a1a2b2a (PF5126/Z1847) > J-CTS6804 # X2d.[3]

Микенская цивилизация
- I9006 | Salamis31 __ Agia Kyriaki, Salamis __ Саламин (город), Аттика (периферия), Греция __ 1411-1262 calBCE (3067±25 BP; DEM-2905, MAMS-25209) __ Ж __ X2d.[4]

### Средние века
Монгольская империя
- UUS002 | AT-610 __ Uushigiin Uver (grave 2) __ Мурэн, Хувсгел, Монголия __ 1287-1395 CE (634±23 BP, MAMS-41131) __ М __ Q1a1a1 (Q-M265; Q-M120) > Q-YP6137 # X2d1.[5]

### Новое время
История Уттаракханда
- I3403 | R39 __ Роопкунд __ Чамоли, Гархвал, Уттаракханд, Индия __ 1694-1918 calCE (105±15 BP, PSUAMS-5435) __ М __ T1a2 > T-S27463 # X2d.[6]

## Публикации
2015
- Mathieson I, Lazaridis I, Rohland N; et al. (Декабрь 2015). Genome-wide patterns of selection in 230 ancient Eurasians. Nature. 528 (7583): 499–503. doi:10.1038/nature16152. PMC 4918750. PMID 26595274. {{cite journal}}: Явное указание et al. в: |author= (справка)Википедия:Обслуживание CS1 (множественные имена: authors list) (ссылка)

2017
- Lazaridis I, Mittnik A, Patterson N; et al. (Август 2017). Genetic origins of the Minoans and Mycenaeans. Nature. 548 (7666): 214–218. doi:10.1038/nature23310. PMC 5565772. PMID 28783727. {{cite journal}}: Явное указание et al. в: |author= (справка)Википедия:Обслуживание CS1 (множественные имена: authors list) (ссылка)
- Lipson M, Szécsényi-Nagy A, Mallick S; et al. (Ноябрь 2017). Parallel palaeogenomic transects reveal complex genetic history of early European farmers. Nature. 551 (7680): 368–372. doi:10.1038/nature24476. PMC 5973800. PMID 29144465. {{cite journal}}: Явное указание et al. в: |author= (справка)Википедия:Обслуживание CS1 (множественные имена: authors list) (ссылка)

2019
- Harney É; Nayak A; Patterson N; et al. (Август 2019). Ancient DNA from the skeletons of Roopkund Lake reveals Mediterranean migrants in India. Nature Communications. 10 (1). doi:10.1038/s41467-019-11357-9. PMC 6702210. PMID 31431628.

2020
- Skourtanioti E, Erdal YS, Frangipane M; et al. (Май 2020). Genomic History of Neolithic to Bronze Age Anatolia, Northern Levant, and Southern Caucasus. Cell. 181 (5): 1158-1175.e28. doi:10.1016/j.cell.2020.04.044. PMID 32470401. {{cite journal}}: Явное указание et al. в: |author= (справка)Википедия:Обслуживание CS1 (множественные имена: authors list) (ссылка)
- Jeong C, Wang K, Wilkin S; et al. (Ноябрь 2020). A Dynamic 6,000-Year Genetic History of Eurasia's Eastern Steppe. Cell. 183 (4): 890-904.e29. doi:10.1016/j.cell.2020.10.015. PMC 7664836. PMID 33157037. {{cite journal}}: Явное указание et al. в: |author= (справка)Википедия:Обслуживание CS1 (множественные имена: authors list) (ссылка)